# Robert Saint-Leger
Robert Saint-Leger, né le 8 février 1788 à Waterford (Irlande) et décédé le 22 juin 1856 à Dublin, est un prêtre jésuite irlandais, premier vicaire apostolique du Bengale, en Inde, de 1834 à 1838.

## Biographie
Entré dans la Compagnie de Jésus le 7 septembre 1807 alors qu’elle n’était pas encore universellement rétablie, Saint-Leger y fait sa profession religieuse définitive le 9 décembre 1821. Il est pour quelque temps le vice-provincial des Jésuites d’Irlande. En 1834 il est à la tête du premier groupe de 7 missionnaires jésuites envoyés à Calcutta pour y ouvrir un collège. Saint-Leger est en fait le premier vicaire apostolique du Bengale.
Pour libérer l’Église catholique de l’emprise portugaise exercée en Inde par le système du Padroado, le pape Grégoire XVI érige de 1832 à 1836 cinq vicariats apostoliques dans les territoires qui ne font pas partie de l’Empire colonial portugais : Madras, Bengale, Ceylon, Coromandel et Madurai. Le 18 avril 1834 le père Robert Saint-Leger est nommé vicaire apostolique du Bengale. Lorsqu’il arrive à Calcutta, deux des trois paroisses, dirigées par des prêtres augustiniens portugais, refusent son autorité. C’est le début du schisme goanais.  Saint-Léger s’installe dans la troisième, l’église  du Saint-Rosaire qui devient sa cathédrale 
De par le vœu jésuite de n’accepter ni prélature ni honneur ecclésiastique, Saint-Leger n’est pas consacré évêque. Cependant, à sa demande, et pour asseoir le prestige et l’autorité de l’Église catholique dans un milieu anglican et non-chrétien il obtient de pouvoir porter vêtements et insignes épiscopaux. Sa première tâche, comme le demandaient les catholiques qui avaient envoyé une pétition au pape Grégoire XVI fut d’ouvrir une institution catholique d’enseignement. Ce fut Saint-Xavier qui ouvre ses portes en 1835.  Il obtient également que le collège fondé en 1832 par un legs testamentaire du général Martin (collège La Martinière) reçoive les catholiques dans de bonnes conditions. 
Agissant avec patience et tact Saint-Leger obtient que certaines paroisses avec leurs prêtres augustiniens se réconcilient avec l’Église de Rome, telle la paroisse de Nagori (Bhawal), aujourd’hui au Bangladesh.
En 1838 Mgr Saint-Léger est remplacé par Mgr Jean-Louis Taberd, missionnaire français des Missions étrangères de Paris et évêque de Cochinchine en exil à Calcutta. Avec son frère Jean Saint-Léger (qui était son secrétaire) Fin décembre 1838 Mgr Saint-Léger embarque pour retourner en Europe. Il sera de nouveau provincial des jésuites d’Irlande de 1841 à 1850, et meurt à Dublin le 22 juin 1856.